# Элефтериос Венизелос (аэропорт)
Афинский международный аэропорт Элефтериос Венизелос (греч. Διεθνής Αερολιμένας Αθηνών «Ελευθέριος Βενιζέλος») (ИАТА: ATH, ИКАО: LGAV) — крупнейший аэропорт Греции, обслуживающий Афины. Начал функционировать 28 марта 2001 года и заменил аэропорт Элиникон. Расположен в 25 километрах восточнее старого аэропорта, и в 17 километрах от центра Афин, в области города Спаты в общине (диме) Спата-Артеми в Восточной Аттике в периферии Аттике. Площадь функциональной территории аэропорта 1300 гектаров, площадь отчуждённой под нужды аэропорта территории 1700 гектаров. Владельцем в течение 30 лет со ввода в эксплуатацию по концессионному соглашению является компания Athens International Airport S.A. (Διεθνής Αερολιμένας Αθηνών Α.Ε.), главным акционером (55 %) которой является правительство Греции, а остальная часть принадлежит германской компании Hochtief. Является портом приписки греческих авиакомпании Aegean Airlines и Olympic Air.
Аэропорт обслуживает более 20 миллионов пассажиров в год и был назван в честь греческого политика Элефтериоса Венизелоса, который, будучи премьер-министром, основал Службу гражданской авиации, а также прилагал постоянные усилия для организации гражданской авиации. Аэропорт становится все более популярным в качестве хаба для Юго-Восточной и Восточной Азии, для рейсов в Бангкок, Доху, Сингапур и Пекин и является крупнейшим в истории Европы аэропортом Ближнего Востока из-за своей близости к региону. Он известен своим постоянным инвестициями в новаторские технологии. Кроме того, аэропорт имеет возможность принимать самолёты Airbus A380. Они были сертифицированы Европейским агентством по авиационной безопасности и Службой гражданской авиации.

## История
В 1960-е годы аэропорт Элиникон перестал покрывать запланированные потребности Афин в авиаперевозках. В 1978 году начато строительство нового аэропорта. Место выбрано было с учётом стоимости строительства, стоимости отчуждения земель, последствий для окружающей среды, времени строительства, совместимости с градостроительным планом, доступностью и наличием инфраструктуры. Стоимость строительства составила 2,4 млрд долларов США. Финансировали строительство Европейский инвестиционный банк (47 %), консорциум коммерческих банков (15 %), греческий фонд Αirport development fund (12 %), гранты Европейского союза (11 %), гранты правительства Греции (7 %). Были построены две взлётно-посадочные полосы длиной 3,8 и 4 километра. Был построен главный аэровокзал площадью 160 тысяч квадратных метров, второй аэровокзал площадью 42 тысячи квадратных метров, контрольная башня аэропорта высотой 67 метров, два моста для самолётов, четыре рулёжные дорожки, стоянка для воздушных судов площадью 110 гектаров и гостиница.

## Транспортное сообщение

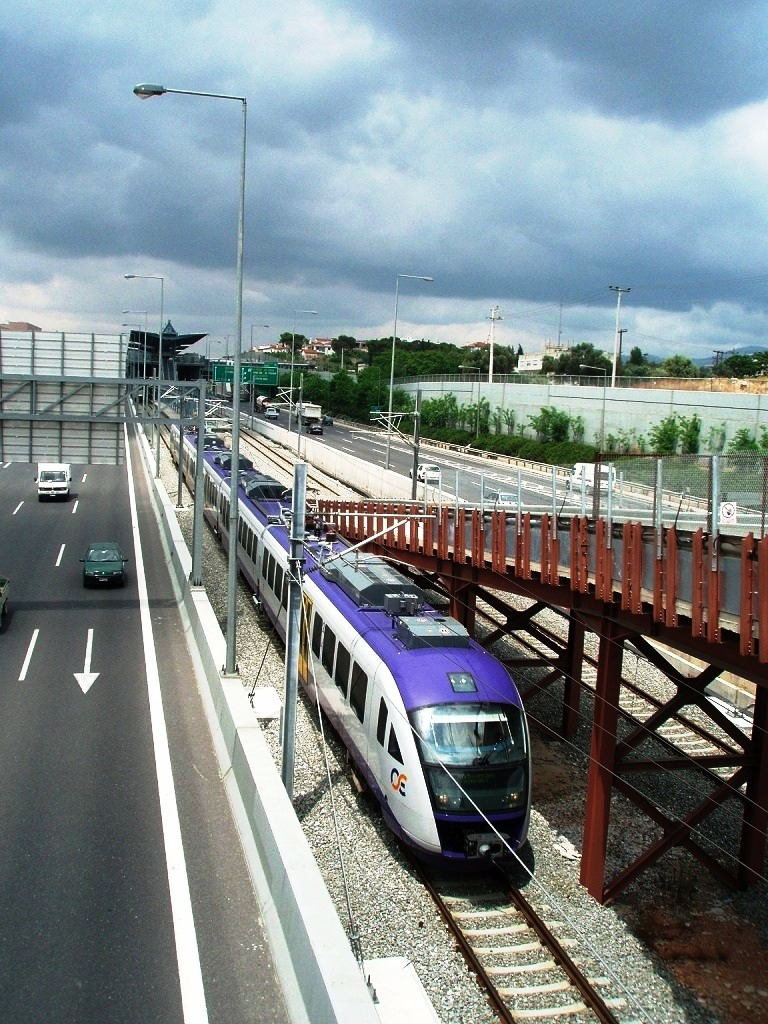
Поезд афинского метрополитена следует в аэропорт Элефтериос Венизелос.

Автострада «Аттика» (А6 и А64) связывает аэропорт с Коропионом, Афинами и Элефсисом. В аэропорту находится станция «Аэродромио», которая обслуживает пригородную железную дорогу Афин и афинский метрополитен. Автобусные линии ходят до станции метро «Элинико», до автовокзала КТЕЛ «Кифису» на проспекте Кифису, до площади Синтагматос и в Пирей.

## Авиакомпании и направления

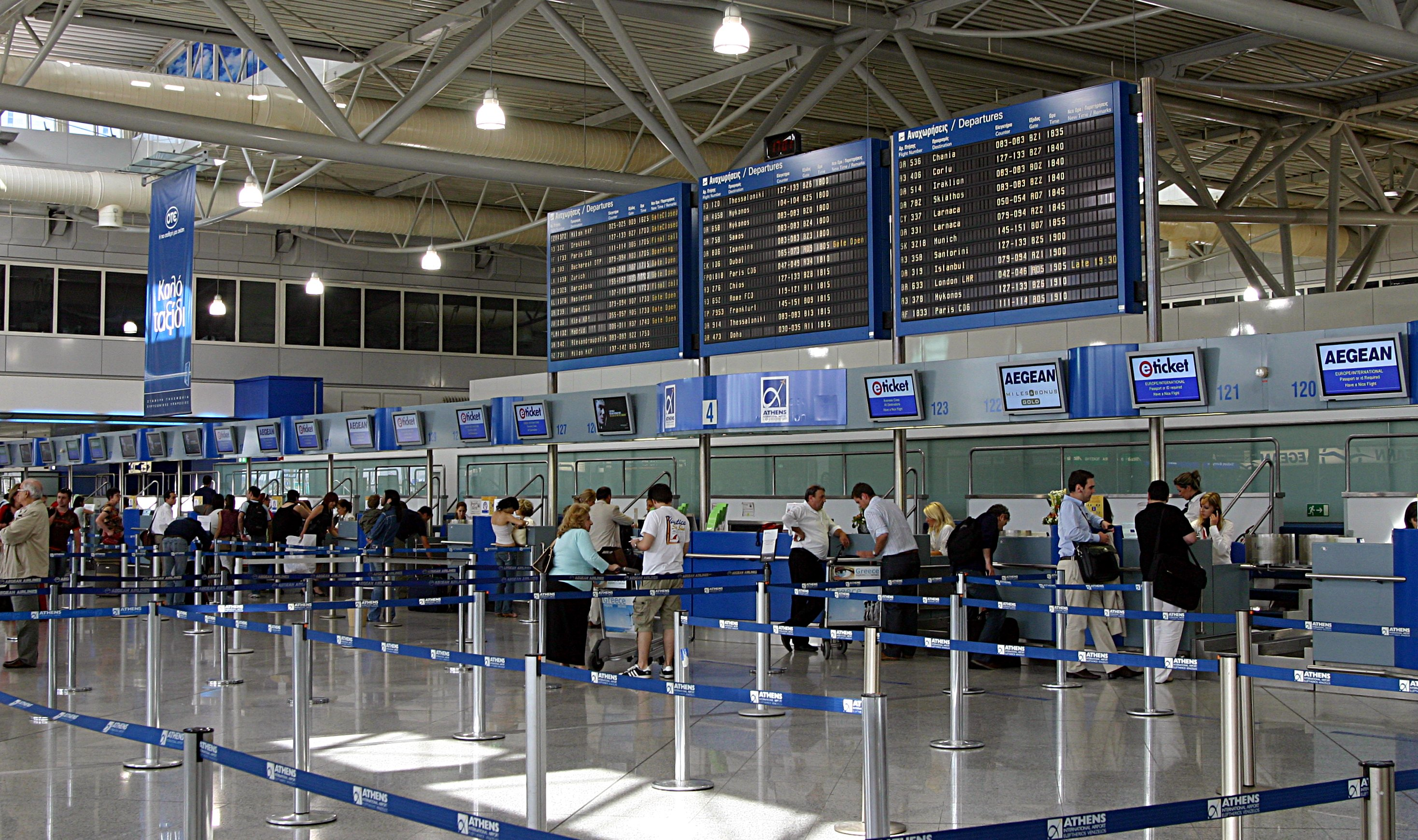
Зона регистрации